# Star Industry
Star Industry ist eine 1996 gegründete Rockband aus Belgien.

## Geschichte
Die Band wurde 1996 von Peter Beckers (Gesang, Gitarre), Xavier „Pssyche“ Vranken (Gitarre) und Stijn „Stign“ Kuijpers (Bass) in Maasmechelen (Belgien) gegründet. Im Jahre 1997 stießen Marc Haerden (Schlagzeug) und Peter „Utz“ Gerits (Synthesizer) zur Band und komplettierte das Line-Up. 1997 erschien auch das erste Studio-Album Iron Dust Crush. Hierauf befindet sich der bis heute bekannteste Song Nineties.
Die Erstauflage von 1997 war schnell ausverkauft, so dass im Folgejahr ein Re-Release mit zwei Bonus-Songs (Egypt und Ceremonial Live in Gent) veröffentlicht wurde.
Während dieser Zeit erhielten Star Industry gute Kritiken in Europa. Bei Konzerten und Festivals teilten sie die Bühne mit Bands wie The Sisters of Mercy, Front 242, Paradise Lost, Clawfinger und HIM. Marc Haerden verließ die Band 1999 und wurde durch Kurt Lantin am Schlagzeug abgelöst. Im Jahre 2000 wurde die New Millennium E.P. veröffentlicht.
Das zweite Studio-Album Velvet kam 2001 auf den Markt und enthielt mit The Look einen Hit von der Gruppe Roxette. Last Crusades von 2007 ist das dritte Studio-Album der Band. Dieses erreicht Platz 7 in den Deutschen Alternative Charts. Mit black angel - white dEVIL wurde 2008 das erste Live-Album in der Bandgeschichte veröffentlicht. Es enthält den Konzertmitschnitt eines Auftritts in Madrid. Eine limitierte Version enthält das Debüt-Album Iron Dust Crush als Bonus-CD. Im gleichen Jahr wurde auch das Album Velvet wiederveröffentlicht.
Im Juni und Juli 2011 spielten Star Industry zum ersten Mal in China und im Mai 2012 gab es das erste Live-Konzert in den Vereinigten Staaten.
Am 27. März 2015 veröffentlichte die Band ihr viertes Studio-Album The Renegade.
Gründungsmitglied Stijn Kuijpers (15. Dezember 1969 – 28. Oktober 2021) verstarb unerwartet im Alter von 51 Jahren an einem Riss der Aorta.

## Diskografie

### Alben
- Iron Dust Crush (1997)
- Velvet (2001)
- Last Crusades (2007)
- black angel - white dEVIL (2008 - Live-Album)
- The Renegade (2015)

### Singles und EPs
- New Millennium E.P. (2000)
- Eilyne (2014)

## Belege
1. ↑  Todesanzeige